# Matsutarō Shōriki
Matsutarō Shōriki (正力 松太郎, Shōriki Matsutarō), né le 11 avril 1885 à Daimon (en) dans la préfecture de Toyama et mort le 9 octobre 1969 à Atami dans la préfecture de Shizuoka, est un journaliste sportif, magnat des médias et fondateur de la ligue professionnelle de baseball au Japon.
Il est connu en Corée comme le cerveau du nettoyage ethnique des Coréens dans la région de Tokyo après le séisme de 1923 de Kantō, alors qu'il était dirigeant de la police à Tokyo. Après la Seconde Guerre mondiale, il a été accusé d'être un criminel de guerre « classé A » pendant le conflit, mais a été relâché en 1947 après que les autorités ont déterminé que les accusations à son encontre étaient pour la plupart de « nature idéologique et politique ».
Il est propriétaire de Yomiuri shinbun, l'un des grands journaux japonais, et a fondé la première chaîne de télévision commerciale, Nippon Television, le 28 octobre 1952.
Il a été nommé à la chambre des pairs du Japon en mai 1944 et élu à la chambre des représentants en février 1955.

## Biographie
Shoriki était un entrepreneur extraordinaire, un magnat des médias, un magnat des affaires, un sportif, un politicien et un philanthrope. Shoriki, née à Toyama, a commencé le judo au collège. En 1907, il entre à l'Université de Tokyo et au Kodokan. Shoriki a pratiqué le judo plus qu'il n'a étudié, mais a réussi à la fois à obtenir son diplôme et à atteindre le troisième dan en 1911. Shoriki était un étudiant de Demon Yokoyama. Une fois, il est allé visiter la maison de Yokoyama, les chiens du quartier ont commencé à aboyer follement. Comme dans de nombreuses cultures, les chiens qui aboient comme ça sont considérés comme le signe du décès d'une âme. Inquiet, Shoriki entra dans la maison. Yokoyama était au lit mais toujours en vie, et a dit avec un sourire: «Il faudra plus que quelques chiens qui aboient pour m'achever. » 
Shoriki a commencé à travailler pour la police métropolitaine en 1913, servant jusqu'en 1924. Par la suite, il devient propriétaire du journal Yomiuri ; fonde la Ligue japonaise de baseball professionnel (avec les Giants de Yomiuri comme équipe de tête); et la première station de télévision commerciale du Japon, Nippon Television Network Corporation; et a été le premier président de la Commission japonaise de l’énergie atomique. Il a survécu à une tentative d'assassinat de droite en 1934 - le fanatique était furieux que Shoriki ait autorisé une équipe de baseball américaine à jouer dans le stade sacré de Jingu - mais il s'est retrouvé avec une cicatrice de seize pouces de long sur le dos. Il a été nommé à la Chambre des pairs en 1944 et élu à la Chambre des représentants en 1955. shoriki a été ministre de l'Agence de développement d'Hokkaido, puis de l'Agence japonaise des sciences et de la technologie. Parmi de nombreuses autres activités caritatives figurait la dotation du président du Département d'Asie, d'Océanie et d'Afrique au Museum of Fine Arts de Boston.
En ville, en tant que chef de la police, Shoriki a été accusé par le gouvernement coréen d'inciter au massacre des Coréens de souche en répandant des rumeurs selon lesquelles des personnes de cette nationalité pillaient et tuaient des Japonais dans le chaos après le grand tremblement de terre de Kanto de 1923. Après la guerre, Shoriki a été emprisonné en tant que criminel de guerre de classe A mais a été libéré en 1947. Des documents récemment découverts stockés aux National Archives and Records Administration à Washington, DC, indiquent que Shoriki était un agent de la CIA, avec le soutien nécessaire pour établir aux États-Unis et promouvoir un programme d'énergie nucléaire - avec la technologie américaine - au Japon. (Naturellement, la plupart des Japonais ne voulaient rien à voir avec l'énergie nucléaire.)
Shoriki n'a pas eu beaucoup de temps pour s'entraîner au judo après sa promotion au cinquième dan en 1926, mais est resté le principal promoteur du Kodokan. Il était la force financière derrière la construction du nouveau siège du Kodokan en 1958. Sans surprise, étant donné l'étendue de son soutien financier massif, Shoriki a reçu le dixième dan à sa mort en 1969, le premier «non professionnel» à recevoir cet honneur.